# شوابهاوزن (تورینگن)
شوابهاوزن (به آلمانی: Schwabhausen) یک شهر در آلمان است که در تورینگن واقع شده‌است. شوابهاوزن ۷۱۲ نفر جمعیت دارد.